# Sara Langtved
Sara Langtved (født 21. maj 1995 i København) er en dansk fotomodel og skønhedsdronning. Hun var vinderen af Miss Earth Denmark 2019 og repræsenterede Danmark ved Miss Earth 2019-konkurrencen i Filippinerne. Den 9. november 2021 blev Langtved kåret til Miss Universe Denmark 2021-konkurrencen og repræsenterede Danmark ved Miss Universe 2021-konkurrencen i Eilat, Israel.

## Biografi
Langtved er født 25. maj 1995 og opvokset i København. Hendes stedfar er britisk, mens hendes oldefar var svensk, og hendes bedstefar kom fra Polen. Hun tog sin bachelor i menneskelige ressourcer på Copenhagen Business School i København og arbejder i universitetets juridiske afdeling.
Den 26. september 2019 vandt Langtved Miss Earth Danmark 2019 konkurrencen og repræsenterede Danmark ved Miss Earth 2019 og dystede mod 84 andre kandidater på Okada Manila i Filippinerne den 26. oktober 2019. Hun nåede ikke semifinalen.
Den 9. november 2021 blev Langtved kåret til Miss Universe Denmark 2021-konkurrencen og repræsenterede Danmark ved Miss Universe 2021-konkurrencen i Eilat, Israel.